# David Bowie

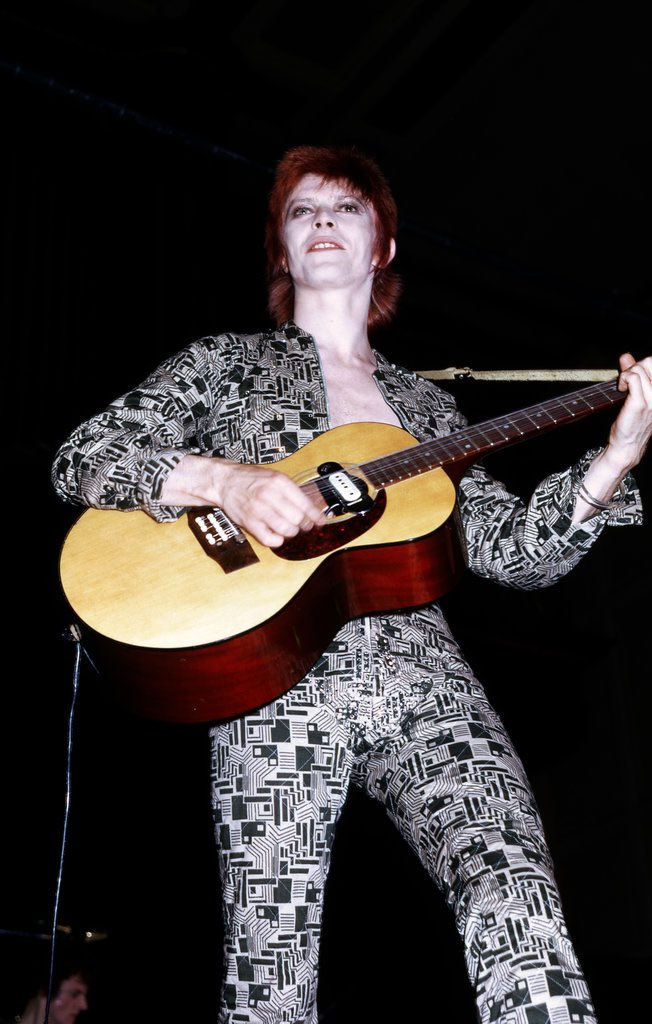
David Bowie under Ziggy Stardust Tour, 1972–1973

David Bowie (uttalas [ˈboʊi]), egentligen David Robert Jones, född 8 januari 1947 i Brixton i London, död 10 januari 2016 i New York, var en brittisk sångare, musiker, multiinstrumentalist, låtskrivare och skådespelare. Bowie var en framträdande figur inom popmusiken från slutet av 1960-talet och framåt, och betraktades av kritiker och musiker som en stor innovatör, inte minst vad gäller hans album och scenshower under 1970-talet. 
Det stora genombrottet kom 1972, då Bowie gav ut skivan The Rise and Fall of Ziggy Stardust and the Spiders from Mars, där han spelade den androgyna utomjordingen (och rockstjärnan) Ziggy Stardust. Hans karriär kännetecknades av återkommande stil- och genreskiften, både vad gäller musiken och hans utseende och scenframträdande. Bowie beräknas ha sålt omkring 140 miljoner skivor, och valdes 1996 in i the Rock and Roll Hall of Fame.

## Biografi
Bowie föddes och växte upp i södra London. Efter studier i konst, pantomim, musik och design påbörjade han 1963 en karriär som professionell musiker. 
Bowie hade redan vid mitten av 1960-talet, i olika bandkonstellationer, The King Bees, The Manish Boys, The Lower Third, släppt en rad singlar och (före Ziggy) fyra soloalbum. Då hans musikkarriär inte tog fart studerade han pantomimteater, kunskaper som han senare skulle komma att använda vid gestaltandet av sitt androgyna alter ego Ziggy Stardust, och även långt senare.
Hans första soloalbum, David Bowie, kom ut 1967 och fick dålig kritik och svaga försäljningsiffror. Hans första topp fem-position på den brittiska singellistan kom med "Space Oddity", som släpptes i samband med NASA:s månlandning i juli 1969. Låten med sitt rymdtema spelades en hel del i brittisk radio i samband med månlandningen, men Bowie lyckades inte följa upp framgången.
Under de närmast följande åren var han närmast en undergroundartist, nästan okänd utanför en mindre krets i London, men han utvecklades samtidigt som en egenartad låtskrivare.

### Genombrottet
The Rise and Fall of Ziggy Stardust and the Spiders from Mars (1972) blev hans genombrott, och det första album som tydligt visar hur långt han eftersträvade att kombinera rockmusik med teater. Han anslöt sig till den då aktuella, ibland sexuellt tvetydiga glamrock-vågen och kom att bli en av dess främsta stilbildare. Albumet var (delvis) ett konceptalbum byggt kring den utomjordiske rockstjärnan Ziggy Stardust, en gestalt som först hade dykt upp i Bowies sångtexter men under 1971/72 blev ett fokus för hans sånger och en roll han spelade på scen och senare även i privatlivet.
När Bowies karriär tog fart med The Rise and Fall of Ziggy Stardust and the Spiders from Mars var han i mindre kretsar redan omtalad som en ekivok och utmanade artist. På omslagsbilden till albumet The Man Who Sold the World hade han poserat iförd en klänning. Han odlade efter hand mer och mer medvetet en androgyn image, och i början av 1972 deklarerade han i en intervju att han var bisexuell. Uttalandet var i själva verket början till promotionkampanjen för hans alter ego Ziggy.
Över en natt var han en superstjärna. 1972 producerade Bowie också Lou Reeds genombrottsalbum, Transformer samt Mott the Hooples All the Young Dudes, som också innehöll det av Bowie skrivna titelspåret. David Bowies sista uppträdande som Ziggy Stardust var på Hammersmith Odeon Theatre i London 3 juli 1973. Avskedsspelningen filmades av D.A. Pennebaker och resulterade i filmen Ziggy Stardust and the Spiders from Mars som gick upp på biograferna först 1983.

### Resten av 1970-talet
Under de resterande delarna av 1970-talet utvecklades Bowies musik och ett av hans främsta kännetecken blev hans ständiga image- och soundbyten som inte sällan ackompanjerade varandra.
Efter att ha släppt flera glamrock-influerade skivor under detta alter ego bytte Bowie stil, och presenterade i skivan Young Americans från 1975 ett nytt sound som han karakteriserade som "plastic soul". Detta skedde efter en lång turné i Amerika, med Bowies version av amerikansk soul och rhythm & blues och den listtoppande singeln "Fame". Denna hade skrivits tillsammans med John Lennon och Carlos Alomar.
Året därpå debuterade han som skådespelare i filmen Mannen utan ansikte. 
Efter en världsturné 1976 lämnade Bowie Amerika för Västberlin där han tillsammans med brittiske multiinstrumentalisten Brian Eno skapade en albumtrilogi som tillhör den elektroniska populärmusikens mest inflytelserika verk. Bowie var under denna period bosatt på Hauptstrasse 155 i stadsdelen Schöneberg, med Iggy Pop som granne. Under vistelsen i Berlin producerade Bowie också Iggy Pops hyllade comebackalbum The Idiot och Lust for Life.

### 1980-talet
1980-talet inledde Bowie med att släppa new wave-albumet Scary Monsters som innehöll hitsingeln Ashes to Ashes, där Major Tom, en figur från Bowies förgångna, återupplivades. Albumet blev Bowies första platinaskiva och har blivit den norm efter vilken alla efterföljande Bowie-album bedöms.

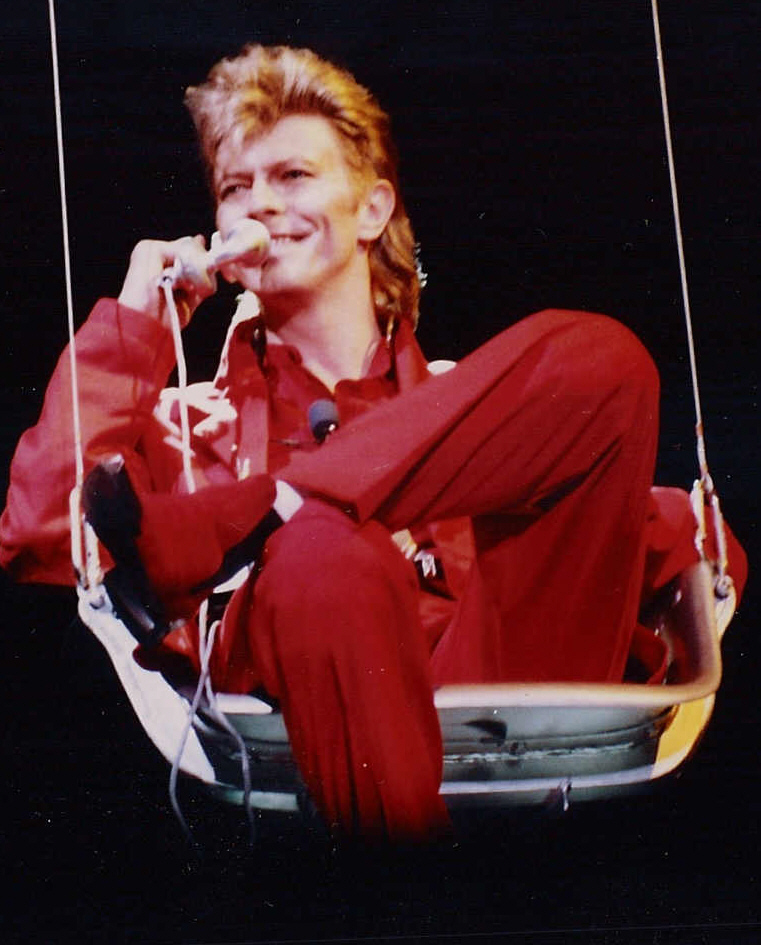
David Bowie, 1987.

Efter vissa kommersiella motgångar med sina efterföljande album återkom Bowie 1983 med skivan Let's Dance, vars titelspår toppade listorna i Storbritannien, USA och en rad andra länder. Med detta konventionella popalbum återgick Bowie till sina rhythm & blues-rötter.
Under 1980-talet släppte Bowie en rad hitsinglar, som till exempel China Girl, Let's Dance, Modern Love, Loving the Alien, Blue Jean, Under Pressure tillsammans med Queen och Absolute Beginners. 1980-talet avslutade han som medlem i bluesrockbandet Tin Machine.

### 1990-talet
Solokarriären tog dock fart igen 1993 med albumet Black Tie/White Noise som blev en succé i Storbritannien, där nya artister och band såsom Pulp, Blur och Suede hyllade Bowie som en föregångare och ikon. Med det  avantgardistiska konceptalbumet 1.Outside som baseras kring ett barnamord återförenades Bowie med Brian Eno. 1996 introducerades Bowie i Rock and Roll Hall of Fame.
Under 1990- och 2000-talen fortsatte Bowie att experimentera med olika genrer och stilar. På skivan Earthling från 1997 inspirerades han exempelvis av samtida dansmusik som drum'n'bass. 
År 1999 skrev Bowie musik för datorspelet Omikron: The Nomad Soul (Europeisk titel The Nomad Soul) som gavs ut för pc och Sega Dreamcast. Han medverkade även som röstskådespelare.

### 00-talet
År 2002 släpptes Heathen, Bowies starkaste och rakaste popskiva på länge. Den följdes av Reality som av BBC:s tittare och lyssnare utsågs till 2003 års bästa klassiska pop/rock-album. 8 oktober 2003 spelade han i Globen som en del av den massiva A Reality tour. 
Bowie fortsatte turnera till 2004, då han drabbades av en hjärtinfarkt under en konsert i Tyskland.  

### 2010-talet
Efter tio år av musikalisk tystnad släppte Bowie den 8 januari 2013 singeln Where Are We Now? I mars samma år släpptes albumet The Next Day.
Den 8 januari 2016, på hans 69:e födelsedag, släpptes David Bowies sista album Blackstar. Två dagar senare avled han. Efter Bowies död avslöjade hans mångårige producent Tony Visconti att han hade betraktat skivan som en "avskedsgåva" till sina fans. Flera skribenter och kritiker observerade också i efterhand att de flesta av texterna på skivan tycktes handla om Bowies nära förestående död.

## Privatliv

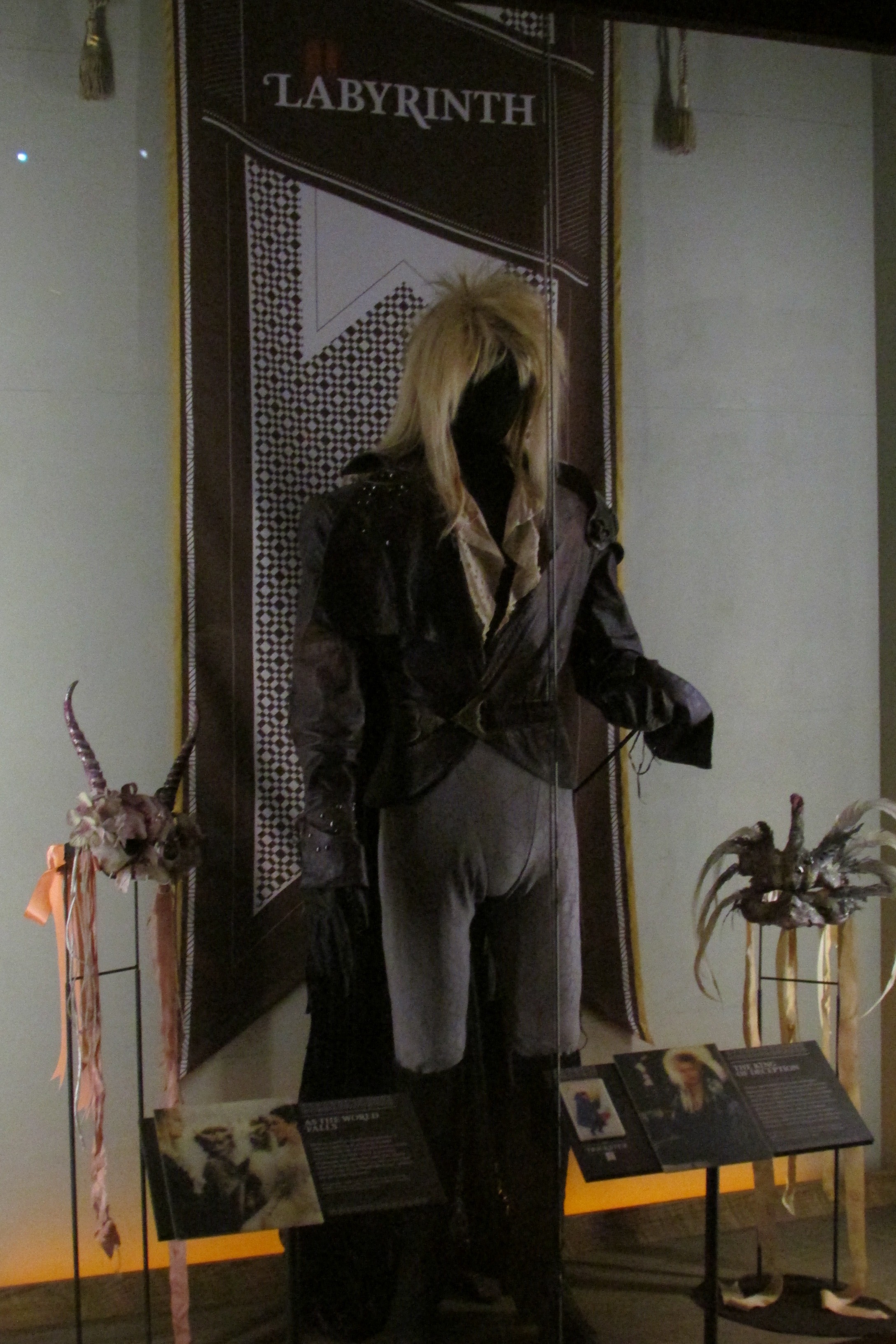
David Bowie's kostym från Labyrinth, på Museum of Pop Culture i Seattle

David Bowie var son till Haywood Stenton Jones (1912–1969), kallad John, och Margret Mary Jones (1913–2001), född Burns, kallad Peggy. David Bowie hade en äldre halvbror, Terence, som led av schizofreni och begick självmord den 16 januari 1985. Bowie tog halvbroderns självmord mycket hårt och hade svårt att tala om det i många år. 1993 släppte han albumet Black Tie/White Noise som innehöll låten Jump They Say, som var ett avslut på hans sorgearbete.
Bowie var 1970–1980 gift med Angela Barnett (även känd som Angie Bowie), med vilken han har sonen Zowie (numera Duncan Jones, filmregissör, född 1971); paret levde i praktiken inte tillsammans efter 1974. Han gifte sedan om sig med Iman Abdulmajid i Schweiz den 24 april 1992, och hade sedan en större bröllopsceremoni i Florens den 6 juni samma år. Tillsammans fick de dottern Alexandria Zahra Jones (född 2000).
Bowie drabbades 2004 av en hjärtinfarkt i samband med en konsert i Tjeckien, vilket fick honom att dra ner på tempot. Han gjorde sina sista scenframträdanden 2006–2007 och det dröjde ända till 2013 innan han gjorde comeback i och med singeln "Where Are We Now?" som släpptes på hans födelsedag, den 8 januari 2013. Senare i mars samma år kom fullängdsalbumet The Next Day ut.

### Död

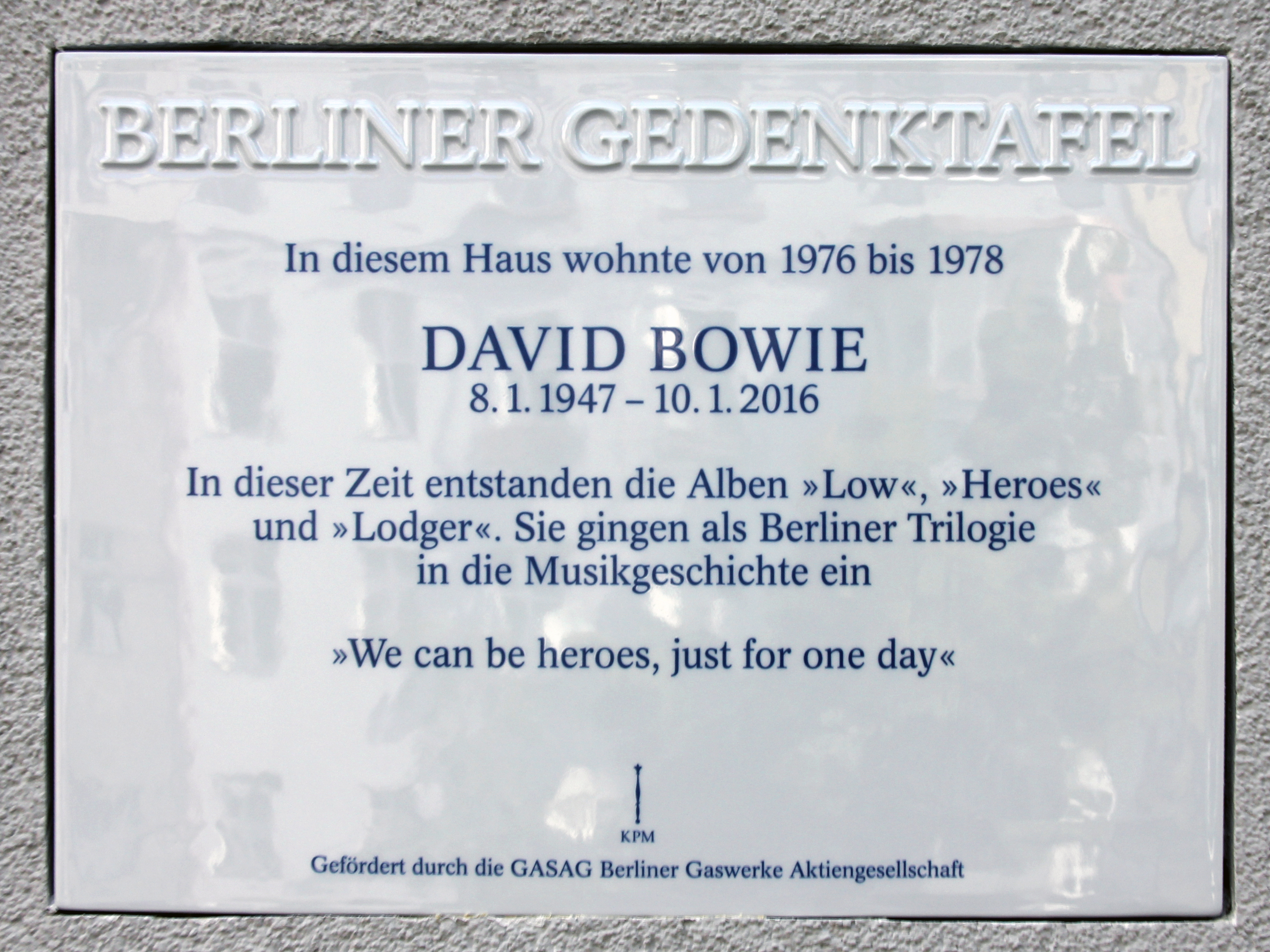
Minnestavla över Bowie på fasaden till huset Hauptstrasse 155 i Västberlin, där Bowie och Iggy Pop bodde 1976–1978.

Bowie avled i sitt hem i New York den 10 januari 2016 efter att ha diagnosticerats med levercancer 18 månader tidigare. I enlighet med hans vilja kremerades han kort efter dödsfallet utan begravningsceremoni eller minnesstund för varken familj, vänner eller allmänheten. Han ska före sin död uttryckt att han inte ville ha en offentlig sista viloplats.[uppföljning saknas]

## Betydelse
David Bowie har totalt sålt ungefär 140 miljoner album. Det mest sålda är Let's Dance från 1983 och har sålts i cirka 8 miljoner exemplar. Han har totalt skrivit omkring 550 låtar som han själv eller andra artister, exempelvis Iggy Pop och Mott The Hoople, har släppt.
David Bowie erbjöds att bli Commander of the Order of the British Empire (CBE) 2000 och knightvärdighet 2003, men avböjde i båda fallen. Den brittiske kultursociologen och populärkulturskribenten Andrew Calcutt kallade honom år 2000 "arguably the most important post-war British artist in any medium" 

## Eftermäle
Asteroiden 342843 Davidbowie är uppkallad efter honom.

## Bowie-obligationen
År 1997 kom Bowie överens med skivbolaget EMI att sälja alla sina musikrättigheter till ett försäkringsbolag, totalt nästan trehundra sånger, varefter han gav ut obligationer till ett sammanlagt värde av i omkring en halv miljard kronor. Som säkerhet använde han alla framtida intäkter från musiken samt rätten att återutge alla de skivor han spelat in mellan 1969 och 1990. De pengar han sålunda drog in användes för att köpa tillbaka rättigheter från Bowies manager som ägde en del.
Denna teknik kom sedan att kallas "Bowie Bonds", och fler artister har senare gjort liknande affärer. Investmentbanken Moody's nedgraderade år 2004 obligationerna från betyget A3 till Baaa3, delvis på grund av den ökande nedladdningen av "gratis" musik via internet.

## Diskografi
- 1967 – David Bowie
- 1969 – Space Oddity
- 1970 – The Man Who Sold the World
- 1971 – Hunky Dory
- 1972 – The Rise and Fall of Ziggy Stardust and the Spiders from Mars
- 1973 – Aladdin Sane
- 1973 – Pin Ups
- 1974 – Diamond Dogs
- 1975 – Young Americans
- 1976 – Station to Station
- 1977 – Low
- 1977 – "Heroes"
- 1979 – Lodger
- 1980 – Scary Monsters (and Super Creeps)
- 1983 – Let's Dance
- 1984 – Tonight
- 1987 – Never Let Me Down
- 1993 – Black Tie White Noise
- 1995 – 1.Outside
- 1997 – Earthling
- 1999 – 'hours...'
- 2002 – Heathen
- 2003 – Reality
- 2013 – The Next Day
- 2016 – Blackstar

## Filmografi (urval)
- 1967 – The Image
- 1968 – The Pistol Shot
- 1969 – Love You Till Tuesday
- 1976 – Mannen utan ansikte
- 1979 – Just a Gigolo
- 1981 – Vi barn från Bahnhof Zoo
- 1982 – Baal
- 1983 – Blodshunger
- 1983 – Merry Christmas Mr. Lawrence
- 1983 – Kapten Gulskägg - havets fasa
- 1984 – Jazzin' for Blue Jean
- 1985 – Trassel i natten
- 1986 – Absolute Beginners
- 1986 – Labyrint
- 1988 – Kristi sista frestelse
- 1991 – The Linguini Incident
- 1992 – Twin Peaks - Fire Walk with Me
- 1996 – Basquiat – den svarte rebellen
- 1998 – Il Mio West
- 1999 – Everybody Loves Sunshine
- 2000 – Mr. Rice's Secret
- 2001 – Zoolander
- 2005 – Nathan Barley (gästroll i TV-serie)
- 2006 – Extras, avsnitt David Bowie (gästroll i TV-serie)
- 2006 – Arthur och minimojerna (röst)
- 2006 – The Prestige
- 2008 – LandShark Inc.
- 2009 – Bandslam

## Teater

### Roller
| År   | Roll         | Produktion                         | Regi         | Teater                       |
| ---- | ------------ | ---------------------------------- | ------------ | ---------------------------- |
| 1980 | John Merrick | The Elephant Man Bernard Pomerance | Jack Hofsiss | Booth Theatre, New York, USA |